# Tritonis (nymphe)
Pour les articles homonymes, voir Tritonis.
Dans la mythologie grecque, Tritonis (en grec ancien Τριτωνίς / Tritōnís) est la nymphe du lac du même nom en Libye et la mère de Pallas et de Tritée (la Athéna libyenne) qu'elle a eu du dieu marin Triton. Elle a également deux fils d'Amphithémis.

## Famille

### Avec Triton
Le dieu marin Triton décida de s'établir en Libye, en Afrique, au fond du lac de Tritonis. Il y fait la rencontre de la nymphe protectrice du lac, Tritonis, dont il tombe amoureux et avec laquelle il a deux filles: Pallas et Tritée.
Tritée a une liaison avec Arès, le dieu de la guerre, dont naît Mélanippos, petit-fils de Tritonis.

### Avec Amphithémis
D'après Apollonios, Tritonis épouse Amphithémis (appelé également Garamas), un fils d'Apollon et d'Acacallis (fille de Minos) dont elle a deux fils : Cephalion et Nasamon, fondateurs de deux tribus libyennes.

## Fonction
Tritonis fait partie des Limnades, les naïades des lacs, et est la déesse éponyme du lac qu'elle habite. 